# Toomas Raadik
Toomas Raadik (Pärnu, 15 agosto 1990) è un cestista estone.

## Palmarès
- Campionato estone: 1

Kalev/Cramo: 2012-13